# الزوق الفوقاني
الزوق الفوقاني قرية فلسطينية تقع 32 كم شمالي مدينة صفد، بالقرب من الحدود الفلسطينية – اللبنانية، وإلى الجنوب من منابع وادي البريغيث أحد روافد وادي الأردن الأعلى في أقصى شمالي القضاء. وتقع القرية عند ملتقى عدة طرق ثانوية إلى الجنوب من آبل القمح حيث تلتقي طريق قادمة من الزوق التحتاني وأخرى من السنبرية وثالثة تربطها بالطريق الرئيسة الممتدة بين طبريا والمطلة.
ترتفع القرية قرابة 250 م عن سطح البحر، وتقوم عند أقدام المرتفعات الشمالية التي تطل على منخفض الحولة في منطقة حوض يغذيه وادي البريغيث. ويقوم إلى الغرب منها جبل الوعر الذي يرتفع زهاء 500 م عن سطح البحر.
يوجد في الجانب الغربي تل قطعة السد الذي يرتفع إلى 291 م عن سطح البحر. وقد امتد عمران القرية بشكل شعاعي عند ملتقى الطرق التي تنتهي إلى القرية. وإلى الجنوب منها طاحونة مائية. وفي ظاهرها الشمالي الغربي الينابيع التي تزود السكان بمياه الشرب. وليس من خدمات عامة في القرية رغم أنها ملتقى عدة طرق.
بلغت مساحة الأراضي التابعة لقرية الزوق الفوقاني 1,832 دونماً. وتنتشر الأراضي الزراعية حولها. وقد غرس الزيتون على سفوح الجبال إلى الشمال والغرب منها. وزرعت أشجار الفاكهة في بعض الأراضي في ظاهر القرية الغربي. وتحيط بها أراضي الخالصة والزوق التحتاني والسنبرية.
تعد القرية من المواقع الأثرية المحتوية على أسس جدران ومعصرة زيتون. وتع خربة السلطان إبراهيم شمالها وخربة الضبعة إلى الجنوب منها. وقد أقام الصهاينة في منتصف المسافة بينها وبين قرية السنبرية مستعمرة «معيان باروخ».

## وصلات خارجية
- الزوق الفوقاني التحتا ترحب بكم